# Постромантизм
Постромантизм — понятие, вводившееся разными теоретиками искусства для обозначения различных художественных и идейных тенденций, хронологически и эволюционно следовавших за романтизмом.
Согласно В. И. Тюпе, постромантизм представляет собой последнюю стадию развития креативистской парадигмы: если романтизм фокусировался на самоосознании и самовыражении обособленного сознания личности, то постромантизм открывает реальность Другого и, в связи с необходимостью описания, выражения и классификации Других, переходит к широкому панорамному описанию действительности, выраженному, прежде всего, в реалистических романах второй половины XIX века.
Напротив, Г. К. Косиков понимал постромантизм как повторное (по отношению к романтизму) освоение индивидуалистической идейно-художественной проблематики, которое во второй половине XIX века противостояло, с одной стороны, натурализму и реализму, а с другой — неоклассицизму Парнасцев: для Косикова постромантизм связан, прежде всего, с французским символизмом.
В английском литературоведении предпринимались (в связи с творчеством Летиции Лэндон) попытки ввести термин «постромантизм» (англ. post-romanticism) для второй фазы развития романтической литературы после 1815 года, примерно соответствовавшей бидермайеру.
В музыковедении в качестве постромантических обычно характеризуются более поздние явления, относящиеся уже к первой половине XX века и конкурировавшие с модернистскими тенденциями: например, творчество Йозефа Маркса и Франца Шмидта в австрийской музыке, композитор Артур Бергер предлагал определение «постромантизм» для творчества группы композиторов «Молодая Франция», основанной в 1936 году Андре Жоливе и Оливье Мессианом в порядке смягчения модернистских крайностей предшествующих десятилетий, и т. д. А. С. Соколов предлагал трактовать постромантизм широко, как «договаривание» тенденций XIX века в первой половине XX века, но при этом отличать это явление (в частности, у Рихарда Штрауса), благодаря его непосредственному соприкосновению с позднеромантической традицией, от неоромантизма как обращения к романтическому прошлому из более поздних эпох, уже «через голову» модернистского периода. В то же время иногда термин «постромантизм» употребляется в музыкальной журналистике как синоним «позднего романтизма», то есть основного музыкального стиля второй половины XIX века.